# مأذون قشقایی
میرزا ابراهیم متخلص به «ماذون» از شعرای قرن سیزدهم هجری قمری است. از او با نام «میرزا ماذون» نیز یاد میشود. در میان شاعران ایرانی که بیشتر آنان گمنام می‌باشند، میرزا ماذون بسیار شناخته شده است. ماذون اشعار عارفانه و عاشقانه فراوانی دارد. آنچه از شعرهای او موجود است نزدیک به دویست و بیست شعر به زبان قشقایی و به تخلص ماذون هست و تعدادی شعر هم به زبان های لری (لری جنوبی) و فارسی از او وجود دارد. 

## تولد
او در سال ۱۲۴۶ هجری قمری دیده به جهان گشود. نام پدرش سیدعلی‌رضا از نسل امامزاده حسن مثلث (یحیی) بن حسن مثنی بن امام حسن مجتبی(ع) ملقب به مشایخ هابیل الهاشمی می‌باشد که بقعه متبرکه‌اش در روستای شیخ هابیل کهگیلویه در شمال دهدشت واقع گردیده است.پدر وی اصالتا لر  اهل کهگیلویه طایفه سادات از ایل بویر احمد و مادر او ن، از تیره قادرلو (قادلی) از طایفه عمله قشقایی است و چون در میان مردم این ایل دیده به جهان گشوده و تا آخر عمر با مردم آن زندگی کرده، بالطّبع به زبان مادری خویش تکلم کرده و شعر سروده است. اما به زبان پدری خود یعنی لری نیز بی توجه نبوده و گاهی بدان هنرنمایی کرده است. او در آغاز (میرزا) تخلص می‌کرده و اشعاری با این تخلص از وی باقی است اما بعدها از ظل‌السلطان قاجار لقب مأذون دریافت نموده و آنرا تخلص خود قرار می‌دهد.  

## تخلص
تخلص شعری «ماذون» توسط ظل‌السلطان قاجار حاکم وقت شیراز به وی داده شد. ظل‌السلطان از مأذون خواست با اختیار کامل اشعارش را بسراید و در مورد هرکس و هر موضوعی شعر سرایی کند. «مأذون» در لغت به معنای «اجازه داده شده» می‌باشد.

## گردآوری اشعار
اشعار کنونی مأذون از افراد متعددی نقل شده و به وی انتساب داده شده است. بر اساس فقدان شواهد معتبر، اشعار کنونی وی قابل استناد نمی‌باشد. می‌گویند： ملک منصورخان قشقایی در کتابی که تحت عنوان خاطرات وی بعدها چاپ کرده‌اند: «مرحوم صمصام کتابی از اشعار مأذون را به من داد. اشعار مأذون را از جوانی جمع کردم ولی در آلمان در هنگام جنگ در بمباران منزل من، همراه با بقیهٔ اثاثیه از بین رفت. پس از بازگشت به ایران از معین دفتر خواهش نمودم با خط خودش هر آنچه از اشعار ماذون را که به خاطر داریم را بنویسد. او با خط زیبای خودش آن‌ها را نوشت و موقعی که پس از سقوط دکتر مصدق من (ملک منصورخان) به اروپا تبعید شدم، شهبازخان شهبازی از روی این کتاب نسخه‌ای رونویسی کرد و بعد نیز برای گردآوری تعداد دیگری از اشعار مأذون و یوسف علی بیگ تلاش بسیار کرد و توانست آن اشعار را چاپ کند».<ref>خاطرات ملک منصورخان قشقایی. نامک. چاپ اول۱۳۹۱. تاریخ وارد شده در |سال= را بررسی کنید (کمک)</re

## درگذشت
گفته می‌شود که مأذون در سال ۱۳۱۳ هجری قمری در شهر شیراز درگذشته و در همین شهر در بقعهٔ امامزاده منصور نزدیک به خیابان تیموری مدفون است. قبر او را مرحوم محمد نادری دره شوری (ادیب و فعال فرهنگی قشقایی) با کمک یکی از مطلعان کهنسال آن محله (حاج غلامرضا فیلی) مشخص نموده و در حال حاضر هیأت امنایی برای بازسازی و نگهداشت آن تشکیل شده است. مقبرهٔ ماذون توسط دوستداران وی در حال بازسازی و مرمت می‌باشد.